# بومبانو سيتي
بومبانو سيتي (بالإنجليزية: Pompano Beach)‏ هي مدينة أمريكية تقع في ولاية فلوريدا. تبلغ مساحة هذه المدينة 66.82 (كم²)،ويبلغ عدد سكانها 99845 نسمة حسب إحصاء سنة 2010 م 99845.

## أعلام
- كيني بوينتون
- إدي جونز
- إليزابيث جاكوبسون
- لو مونتي
- إستر رول
- لورانس ساندرز
- جيمي سنوكا
- لامار جاكسون
- جون ميلتون ميلر
- مورفين في
- إريس ديفيس